# Comarnic
Comarnic (rumænsk udtale: [koˈmarnik]) er en by i distriktet Prahova i Muntenien, Rumænien, med 11.106 (2021) indbyggere. Byen administrerer fire: Ghioșești, Podu Lung, Poiana og Posada.
Byen ligger i der Transsylvanske Alper langs Prahova-floden, i hovedsagen på venstre bred, men med nogle af de tilhørende landsbyer på højre bred af floden.  Distriktshovedstaden Ploiești ligger omkring 45 km mod sydøst.

## Historie
Comarnic opstod sandsynligvis i det 15. århundrede og blev første gang dokumenteret i 1532. Landsbyen var i lang tid lille og afsidesliggende; den tilhørte forskellige valakiske adelsfamilier. Indbyggerne var hovedsageligt beskæftiget med husdyrbrug og skovbrug. I 1879 blev Ploiești-Brașov-jernbanelinjen taget i brug fra Ploiești gennem Prahova-dalen til Brașov, hvilket skabte forudsætningerne for en hurtig økonomisk og turistmæssig udvikling. I 1916 fandt kampoperationer sted i nærheden af landsbyen mellem tyske og østrig-ungarske tropper på den ene side og rumænske enheder på den anden side. I 1968 blev Comarnic erklæret by. De vigtigste økonomiske sektorer er byggeri, turisme og skovbrug. Der findes også en møbelfabrik og et støberi.

## Galleri
- Jernbanen i Comarnic,mod Posada
- Slottet Bibescu, Posada